# San Lorenzo Coacalco
Para la localidad del mismo nombre ubicada en Coacalco de Berriozábal, véase Municipio de Coacalco de Berriozábal.
San Lorenzo Coacalco es una localidad del Estado de México, México. Es parte del municipio de Metepec.

## Demografía
| Censo | Población |
| ----- | --------- |
| 1940  | 790       |
| 1950  | 777       |
| 1970  | 1 252     |
| 1980  | 1 628     |
| 1990  | 1 820     |
| 1995  | 2 502     |
| 2000  | 2 676     |
| 2005  | 3 076     |
| 2010  | 3 722     |
| 2020  | 4 685     |